# SAT SR-10
SAT SR-10 je podzvukový proudový cvičný letoun, vyvinutý v roce 2007 ruskou konstrukční kanceláří SAT (Sovremennyje aviacionnyje technologii, tj. Moderní letecké technologie), jehož maketa byla poprvé představena v srpnu 2009. Určením letounu SR-10 je školení pilotů v první a základní etapě výcviku a udržování letových návyků. Cílem projektu je méně nákladný základní výcvik ve srovnání s letounem Jak-130. Výrobu jednotlivých konstrukčních dílů letounu zajišťuje dagestánský závod OAO Aviaagregat, zatímco konečná montáž sériových strojů bude realizována v Moskvě. Na rok 2016 plánuje ruské ministerstvo obrany akvizici 16 letounů SR-10 a v roce 2017 by měla začít sériová výroba pro ruské letectvo, které jimi plánuje nahradit zastaralé L-39 Albatros.

## Vývoj
Letoun SR-10 vznikl v roce 2007 v moskevské konstrukční kanceláři SAT (Sovremennyje aviacionnyje technologii) jako sportovní akrobatický stroj. Vzápětí však bylo jeho určení upraveno s ohledem na potenciální zařazení do služby v ruském letectvu (VVS), kdy by mohl u výcvikových útvarů nahradit zastaralé proudové cvičné letouny typu Aero L-29 Delfín a L-39 Albatros. Maketa v měřítku 1:1 byla poprvé prezentována na veřejnosti na výstavě MAKS 2009 (Meždunarodnyj aerokosmičeskij salon) v Moskvě. Poté, co selhalo jednání s ukrajinským zákazníkem, se kancelář SAT obrátila na dagestánský závod OAO Aviaagregat, se kterým navázala partnerství.
Na jaře roku 2014 byl letoun SR-10 zkoušen v rámci otevřené soutěže ruského ministerstva obrany na letoun pro základní odbornou přípravu pilotů. V soutěži sice uspěl konkurenční turbovrtulový stroj Jakovlev Jak-152, ale výroba letounu SR-10 v OAO Aviaagregat získala podporu u vedení Dagestánské republiky, které požádalo ruského ministra obrany o posouzení možnosti využít tento stroj v roli cvičného letounu pro VVS. Projekt nakonec získal podporu i na ministerstvu, protože se ukázal jako ideální přechodový typ mezi vrtulovým základním cvičným letounem Jak-152 a proudovým pokračovacím cvičným letounem Jakovlev Jak-130.

## Výroba

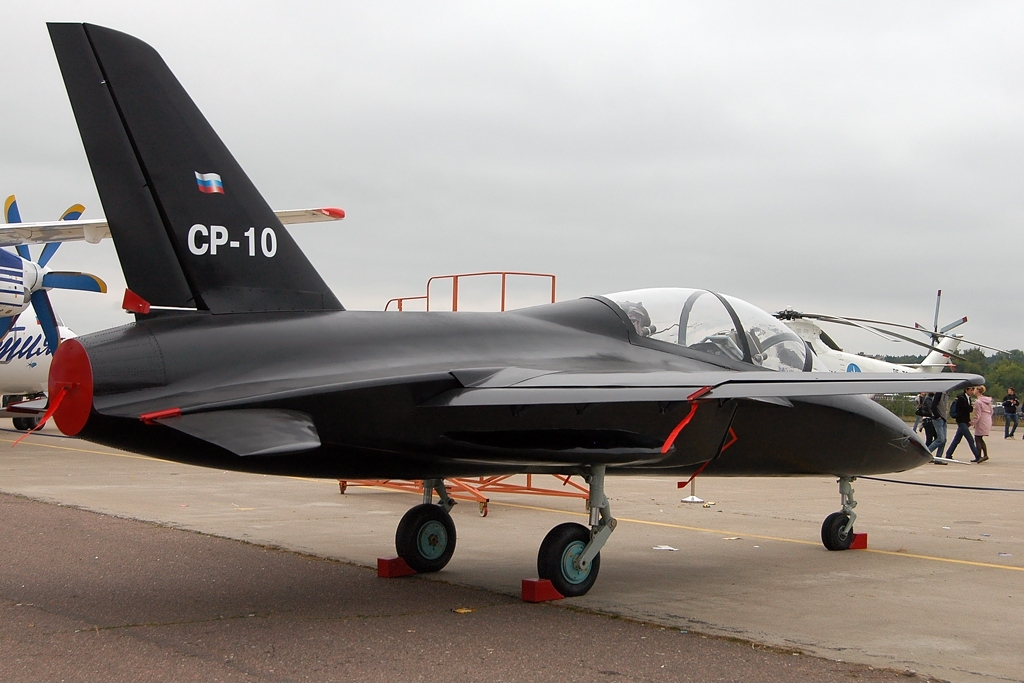
Maketa letounu SR-10

Výroba letounu typu SR-10 pro ruské letectvo byla oficiálně schválena v srpnu roku 2015. Jedná se o první stroj ruského letectva navržený a vyvinutý výlučně soukromými subjekty, v jehož konstrukci jsou navíc uplatněny pouze komponenty ruské výroby (v případě sériových letounů s motorem Saturn AL-55). Závod OAO Aviaagregat zajišťuje výrobu jednotlivých konstrukčních dílů, jejichž konečná montáž bude probíhat v Moskvě. První prototyp SR-10 absolvoval od srpna 2015 pozemní zkoušky. První let uskutečnil zkušební pilot Jurij Kabanov dne 25. prosince 2015 na letišti Oreškovo-Vorotynsk v Kalužské oblasti. V téže době probíhala montáž dalších tří zkušebních strojů. V roce 2016 mělo být zákazníkovi dodáno celkem 16 strojů a o rok později měla být spuštěna plná sériová výroba.

## Konstrukce
SR-10 je jednomotorový proudový letoun s maximální vzletovou hmotností kolem 2700 kg. Jedná se o celokompozitový středoplošník s tandemově uspořádanou pilotní kabinou, jednoduchou svislou ocasní plochou s lichoběžníkovým tvarem a tříbodovým podvozkem příďového typu. Netradičním konstrukčním prvkem je křídlo s negativní šípovitostí (−10°). Cestovní rychlost by měla činit cca 520 km/h, maximální cca 900 km/h. Předpokládá se vzletová rychlost 190 km/h, přistávací rychlost 185 km/h, počáteční stoupavost u země asi 60 m/s, minimální poloměr stabilní zatáčky 290 m, dolet kolem 1500 km a maximální dostup 6000 m. Letoun je konstruován pro akrobatické manévry s maximálním přetížením +10/−8 g. Pohonnou jednotkou sériových strojů by měl být ruský dvouproudový motor Saturn AL-55.

## Specifikace

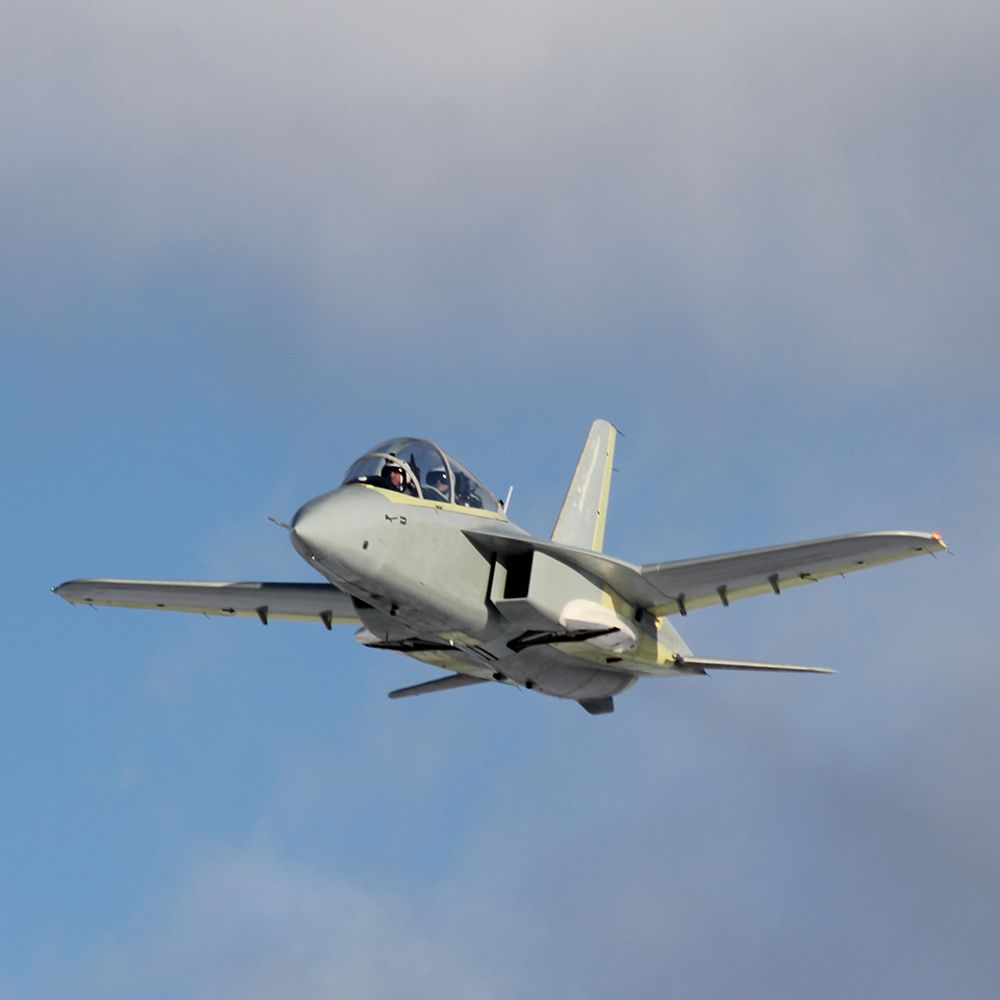
První letuschopný exemplář SR-10

### Technické údaje
- Posádka: 2 (instruktor a žák)
- Délka: 9,59 m
- Rozpětí: 8,40 m
- Výška: 3,55 m
- Nosná plocha: ? m²
- Hmotnost prázdného stroje: 2000 kg
- Maximální vzletová hmotnost: 2700 kg
- Pohonná jednotka: 1× dvouproudový motor Motor Sič Al-25TL nebo Saturn AL-55
- Tah pohonné jednotky: 1720 kp, resp. 1760 kp

### Výkony
- Maximální rychlost: 900 km/h
- Dolet 1500 km
- Dostup: 6000 m
- Plošné zatížení: ? kg/m²
- Počáteční stoupavost: 60 m/s

### Výzbroj
- žádná